# Gaujiena
Gaujiena (deutsch: Adsel) ist ein Ort in Livland in Lettland. Der Ort entstand im Mittelalter um die Burg Adsel herum, die 1702 zerstört wurde.

## Verwaltung
Der Ort gehört heute zum Bezirk Smiltene. Im Russischen Reich lag er im Kreis Walk, Gouvernement Livland.

## Schloss Adsel
Schloss Adsel (lettisch Gaujienas muižas pils) wurde um 1850 im klassizistischen Stil durch die Familie Wulff erbaut. Der gewaltige Portikus mit seinen sechs kolossalen Säulen wurde erst später hinzugefügt. Ende des 18. Jh. wurde der Landschaftspark angelegt. Seit 1922 ist in dem Schloss das Gymnasium untergebracht. Das Ensemble aus Schloss und erhaltenen Nebengebäuden ist heute ein nationales Baudenkmal von Lettland.